# 關鍵旅遊

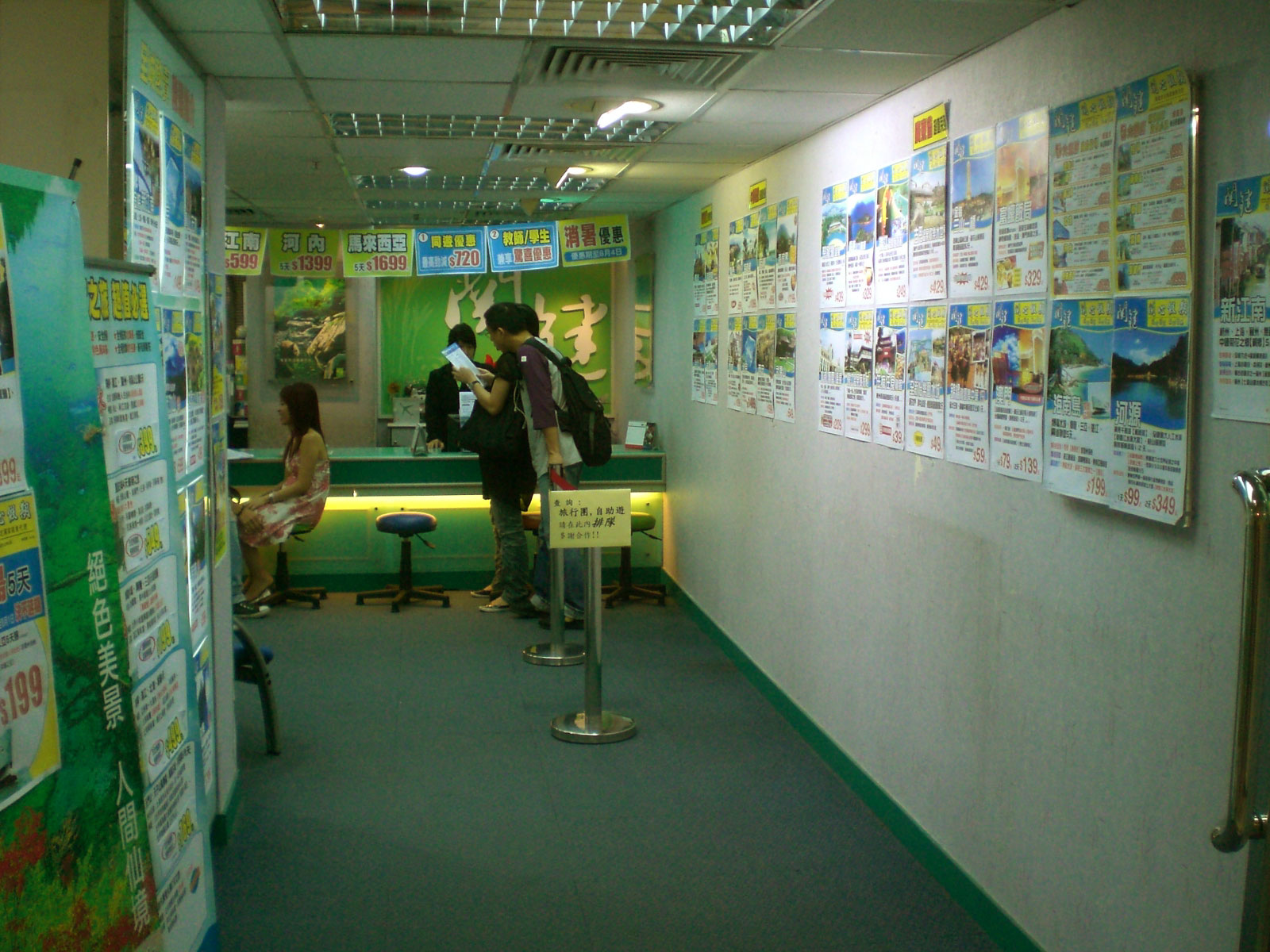
銅鑼灣恒隆中心分店

關鍵旅遊（英語：Kwan Kin Tours），全稱關鍵旅行社有限公司（英語：Kwan Kin Travel Services Limited），是一所香港持牌外遊旅行社，旅行社牌照號碼：354280，於1982年成立，創辦人是前佳藝電視藝員關鍵和上官玉夫妻。旗下曾擁有活力之旅和關心假期兩個附屬品牌，但現時皆已結束。關鍵旅遊曾於2016年3月24日全線結業，結業前有9間分行。
2018年9月，關鍵旅遊重新開業。連同旺角門市分行在內，現有20間分行，為香港第一大旅行社。

## 歷史

關鍵旅遊於2016年結業前的標誌。

關鍵旅遊由藝人關鍵與上官玉夫婦於1982年創辦。澳門導遊佘慶豐於1987年入股，並加入公司開拓東南亞市場。到1990年代，邀請顧嘉輝作曲，黃霑填詞作為旅遊社電視廣告歌曲：「食得招積，住得舒適，遊得出色，旅遊超值。旅行搵關鍵，招積、出色、舒適、超級超值。」歌詞深入民心，結尾的廣告標語名句「旅遊嘅關鍵，關鍵全實現」（「旅遊的關鍵，關鍵全實現」）乃由關鍵本人讀出。廣告片段則由藝人姜皓文演出。
1999年，活力之旅曾聘請四大天王之一劉德華擔任代言人，其後藝人谷德昭成為關鍵旅遊的代言人。
到1995年，關氏夫婦開始淡出公司營運，佘慶豐擁有逾90%股權，關氏夫婦到2004年賣出最後一成股份後退休。不過公司過份控制成本下，導致大量領隊退出，公司元氣大傷。分店規模削減三分之二，到2016年3月24日結業前有9間分行。

## 結業及重開
2016年3月17日，關鍵旅遊被裝修公司入稟高院申請清盤。公司其後在網頁澄清指清盤事件屬於誤會，公司運作一切如常。不過到3月24日，關鍵旅遊所有分店沒有開門，電話亦無人接聽。公司於同日下午3時舉行記者會，表示因為經營困難而即日結束營業。總經理林海帶領職員兩次鞠躬向市民道歉。
結業後多達1,500名團友受到影響，涉款300萬元，結業當日未能出發的團友不受「旅遊業賠償基金」保障，未能得到賠償。
大航假期派員到關鍵旅遊分行門外貼出告示，願意無條件接收受影響的旅客。
2016年11月16日，高等法院頒令關鍵旅遊清盤。
2018年9月，有來自香港及中國大陸的投資者買入關鍵的品牌，將旅行社重新營業，並重啟關心假期品牌。

## 分行
- 香港旺角永隆銀行中心
- 銅鑼灣恒隆中心
- 柴灣永利中心
- 觀塘開源道觀塘廣場
- 荃灣荃立坊
- 屯門華都廣場
- 天水圍新北江商場
- 元朗合益商場
- 上水名都商場L2, 4號鋪
- 深水埗深之都
- 葵芳葵涌廣場
- 尖沙咀百利商業中心
- 粉嶺海聯商場
- 沙田京瑞廣場
- 大埔翠屏花園商場
- 馬頭圍紅磡廣場
- 旺角荷李活商業中心
- 觀塘裕民薈
- 沙田好運中心商場
- 黃大仙新光中心
- 炮台山國都廣場

## 事件
- 1988年，關鍵旅遊有一旅行團在中山白藤湖發生撞船意外，2死1傷，結果賠償港元百萬。
- 1990年，澳門導遊佘慶豐收購關鍵旅行社。[12]
- 2001年9月23日，關鍵一個旅行團在四川前往九寨溝途中，旅遊巴士失事墮入岷江。事件中9人死亡、4人受傷及 5人失蹤。
- 2004年10月18日，在台灣九份發生香港人5死32傷車禍，起因是關鍵旅遊的外判旅遊巴士司機魯莽駕駛。
- 2009年1月10日，關鍵一個旅行團在雲南遇交通意外多名團友受輕傷，起因是司機下車檢查時懷疑沒有拉緊手掣，導致車輛溜後撞到後面一棵大樹停下，車上多名團友撞傷頭部、腰及手，但旅行團行程未有受阻。
- 2013年8月24日，公司老闆佘慶豐，飲下天拿水加老鼠藥企圖自殺，搶救後救回。
- 2013年，關鍵老闆自殺事件後，公司賣給北京商人方立憲。為怕影響公司形象，對外則保持低調。
- 2016年3月24日下午，召開記者會，向外宣布結業。
- 2018年9月，重新開業。

## 外部連結
- 關鍵旅遊官方網址 （页面存档备份，存于）
- 香港旅遊業議會 關鍵旅遊牌照
- 關鍵旅遊在台灣發生5死32傷車禍 （页面存档备份，存于）
- 關鍵老闆疑財困自殺 （页面存档备份，存于）